# Lục Chiếu
Lục Chiếu (giản thể: 六诏; phồn thể: 六詔; bính âm: Liù Zhào) khởi đầu từ thế kỷ thứ 7 tại khu vực Nhĩ Hải, Vân Nam ngày nay từ 6 bộ lạc lớn, xưng là "Lục Chiếu".

## Lịch sử
Vào thời nhà Đường, ở khu vực tây Nhĩ Hải, nơi sinh sống của Ô Man, chia thành 6 đại bộ lạc, tức: Mông Huề Chiếu, Việt Tích Chiếu, Lãng Khung Chiếu, Đằng Đạm Chiếu, Thi Lãng Chiếu và Mông Xá Chiếu. Mông Xá Chiếu nằm ở phương nam, xưng là "Nam Chiếu", cũng là bộ lạc tối cường, do gia tộc họ Mông cai trị. "Chiếu" nghĩa là "tù trưởng". do người Khương và người Di chiếm chủ đạo.
Năm 649, thủ lĩnh Mông Xá Chiếu là Tế Nô La kiến hiệu Đại Mông Quốc, xưng "Kì Gia vương"(tuy xưng quốc, song vẫn chỉ là một bộ lạc) Một thuyết khác cho rằng Nam Chiếu ở đông bắc Bạch Nhai của Bạch Quốc được Trương Lạc Tiến Cầu nhượng vị cho Tế Nô La. Tế Nô La sai con vào đất Đường, cầu Đường bảo hộ. Năm Nghi Phượng thứ 3 (678) dưới thời Đường Cao Tông, Thổ Phồn chinh phục Ngũ Chiếu, chỉ Mông Xá Chiếu nương tựa vào Đường. Năm Khai Nguyên đầu tiên (713), Đường Huyền Tông phong cho Bì La Các của Nam Chiếu là Đài Đăng Quận Vương, ban danh Quy Nghĩa. Tháng 2 năm 729, nhà Đường đánh bại Thổ Phồn, công hạ Côn Minh Diêm Nguyên (nay là Diêm Nguyên). Trong Lục Chiếu thì Đằng Đạm Chiếu, Lãng Khung Chiếu, Thi Lãng Chiếu cùng Hà Man dựa vào Thổ Phồn, trong khi Việt Đích Chiếu, Mông Huề Chiếu và Mông Xá Chiếu (Nam Chiếu) thì quy phục nhà Đường.
Lục Chiếu khởi nguyên từ Thoán tộc, do Thoán tộc phân liệt, người đứng đầu thuộc Tây Thoán (người Bạch), Lục Chiếu gồm:
- Mông Huề Chiếu: nay thuộc bắc huyện Nguy Sơn và huyện Dạng Tỵ, phía trung-nam của Lục Chiếu.
- Việt Tích Chiếu: nay thuộc huyện Tân Xuyên, phía đông của Lục Chiếu.
- Lãng Khung Chiếu: nay thuộc huyện Nhĩ Nguyên, phía tây bắc của Lục Chiếu.
- Đằng Đạm Chiếu: nay thuộc Đằng Xuyên huyện Nhĩ Nguyên, phía tây Lục Chiếu.
- Thi Lãng Chiếu: nay thuộc Thanh Sắc huyện Nhĩ Nguyên, phía đông bắc Lục Chiếu.
- Mông Xá Chiếu: nay thuộc huyện Nguy Sơn, cực nam của Lục Chiếu.

Mông Xá Chiếu do nằm ở phía nam nên cũng xưng là Nam Chiếu. Năm Khai Nguyên thứ 26 (738), thủ lĩnh Mông Xá Chiếu là Bì La Các với sự giúp đỡ của nhà Đường đã thôn tín năm chiếu còn lại, trở thành Vân Nam Vương. Lấy tây Nhĩ Hà (nay là Nhĩ Hải) làm cơ địa để kiến lập nên Nam Chiếu Quốc. Năm sau, dời đô về Thái Hòa thành (nay là Đại Lý)